# Chitarra a sette corde
Una chitarra a 7 corde è una chitarra con sette corde al posto delle solite sei. Queste chitarre non sono comuni come quelle a sei corde, ma una minoranza di chitarristi le utilizza da almeno 150 anni. Alcuni tipi di questi strumenti fanno parte di specifiche culture (es. la chitarra russa e la chitarra da choro brasiliana).
Ci sono anche chitarre a otto, a dieci corde ed anche a 12 corde, però sono relativamente poco comuni. La chitarra "spagnola", nel Settecento, era a nove corde (quattro doppie e una singola all'acuto, detta cantino).

## Storia e costruzione
Nel periodo del Rinascimento le chitarre erano costruite con 4 paia di corde, chiamate cori. Col Barocco le coppie arrivarono a 5 e usavano varie accordature. Durante l'Ottocento i cori divennero sei, fino a quando non si decise di usare corde singole. Da qui partì il desiderio di costruire chitarre a più corde, come quelle a sette corde.
Le corde in più erano aggiunte in genere per ampliare l'estensione nei bassi delle chitarre. Erano aggiunte in due modi differenti: il primo e più comune era quello di incrementare la larghezza della tastiera, in modo che la nota emessa dalla corda potesse essere controllata dalla mano sinistra come per le altre corde. Il secondo era di usare la corda come un bordone, lasciandola volante, oltre la tastiera, senza poter variare la nota emessa.

## La chitarra russa

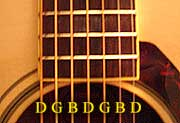
Accordatura di una chitarra russa

La chitarra classica e acustica a sette corde è arrivata in Russia all'inizio del XIX secolo, più probabilmente come evoluzione del kobza e del liuto barocco. In Russia è conosciuta come la semistrunnaya gitara (семиструнная гитара) o amichevolmente come la semistrunka (семиструнка).
Questa invenzione è attribuita ad Andrei Sychra, che ha anche scritto un metodo per chitarra e più di un migliaio di composizioni, sessantacinque delle quali sono state ripubblicate nel 1840 da Stellovsky e poi di nuovo nel 1880 da Gutheil. Alcune di queste furono pubblicate di nuovo nell'Unione Sovietica nel 1926.
Questo tipo di chitarra è stato chiamato chitarra Russa, perché inizialmente suonato in Russia e poi nel resto dell'Unione Sovietica; in quelle aree, fino agli anni settanta ed ottanta era molto più popolare della chitarra a sei corde, ma ben presto ha subito un calo di popolarità e adesso è difficile da trovare. La versione Russa della chitarra a sette corde è stata usata dai professionisti grazie alla sua grande flessibilità, ma si è diffusa anche tra gli amatori, grazie alla relativa semplicità di alcuni degli accordi fondamentali (cosa da non tralasciare è il prezzo: una chitarra a sette corde costava circa 12 rubli negli anni settanta).
La chitarra Russa viene normalmente suonata senza plettro ed è accordata per terze (diversamente dalla chitarra spagnola), seguendo un accordo nella triade di Sol maggiore cioè, dalla corda più bassa: Re Sol Si Re Sol Si Re.

## La chitarra brasiliana
La chitarra brasiliana a 7 corde è una chitarra classica usata principalmente nel choro e nel samba. Quando arrivò in Brasile all'inizio del XX secolo, aveva le corde di acciaio. Lo stile della baixaria fu sviluppato durante il XX secolo, specialmente da Dino 7 cordas e Raphael Rabello. Negli anni ottanta il chitarrista Luiz Otavio Braga aveva una versione con corde di nylon, che poi è diventata lo standard per la maggior parte dei musicisti di choro contemporanei. Le prime sei corde della chitarra brasiliana sono accordate come una chitarra classica (dalla più acuta alla più grave: Mi-Si-Sol-Re-La-Mi). La settima corda aggiunge un Do grave alla tessitura inferiore dello strumento. Alcuni musicisti accordano la settima corda non in do, ma in si o in la, in modo da avere ancora maggiore estensione verso il basso. Nel samba la chitarra a sette corde ha, tra l'altro, il compito di eseguire le linee di basso.

## La chitarra elettrica

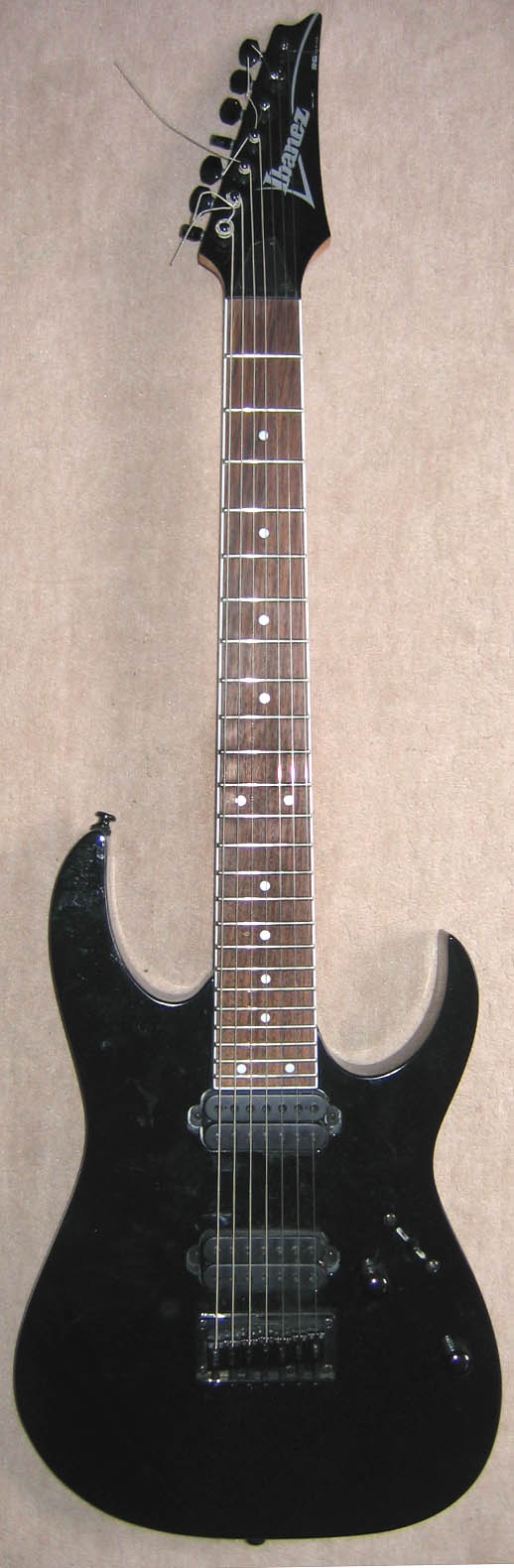
Chitarra solid body a sette corde "Ibanez RG7321BK", diventata di uso comune nel genere nu metal

### Chitarre sette cordeHollowbodyeSemi-hollow
Negli Stati Uniti, il chitarrista jazz George Van Eps possedeva una sette corde, costruita appositamente per lui dalla Epiphone alla fine degli anni trenta. La chitarra era una normale Epiphone elettrica, dotata di un'ulteriore corda da usare come basso, di solito accordata in La.
Dopo Van Eps, diversi chitarristi incominciarono ad usare chitarre a sette corde, fra cui Bucky Pizzarelli, Howard Alden, Ron Eschete, Lenny Breau e John Pizzarelli, che è autore del tema per il Foxwoods Casino e figlio dello stesso Bucky Pizzarelli.
I primi modelli a sette corde, vennero costruiti seguendo gli stili hollowbody o semi-hollow archtop styles, dove rispettivamente, la chitarra ha una cassa di risonanza centrale o un blocco centrale con delle casse di risonanza ai lati. Ciò dava alla chitarra un timbro profondo e la ricchezza di suono che è tradizionalmente associata alla chitarra jazz, ma la rendeva troppo soggetta al fenomeno del feedback, rendendola poco pratica per essere usata per il rock.

### La solid-body a sette corde

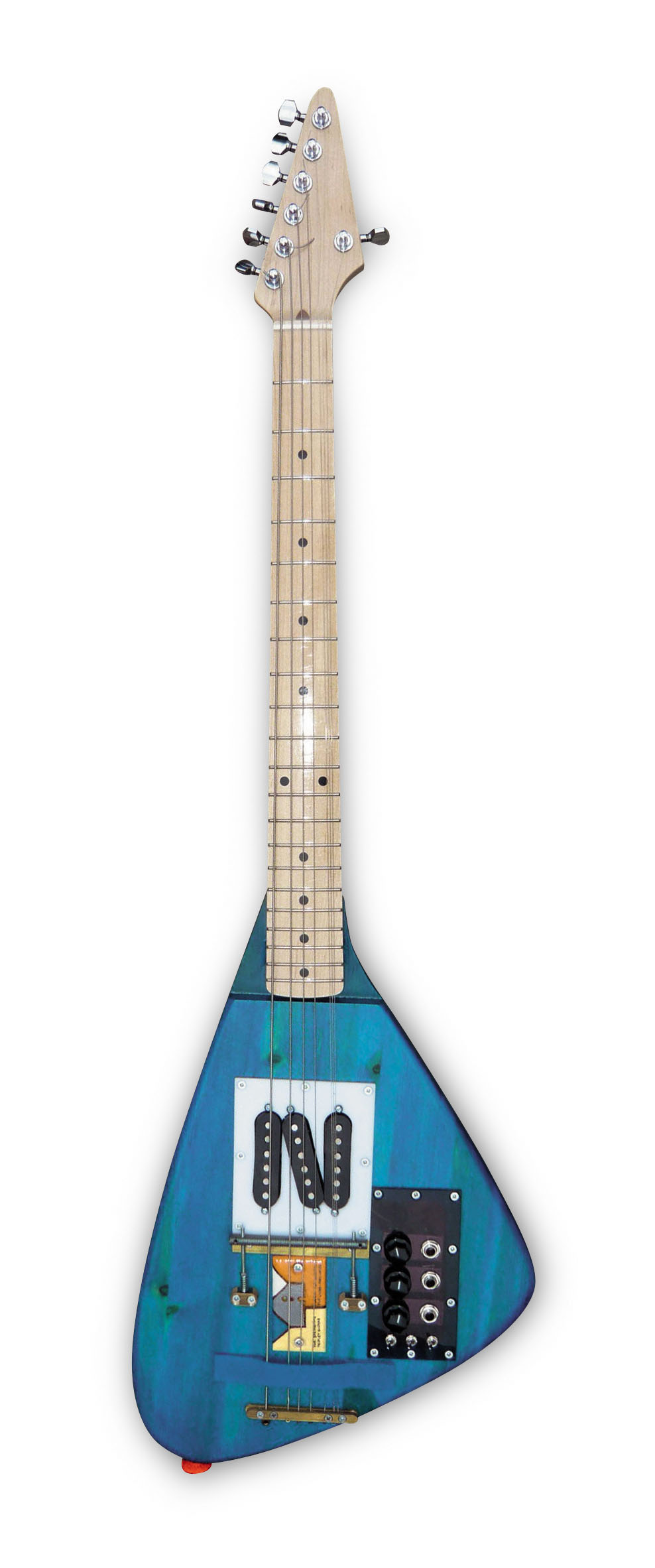
Springtime, Yuri Landman, 2008

La chitarra solid body a sette corde entrò in commercio mondiale per la prima volta nel 1990, con l'introduzione dell'Ibanez di Steve Vai, l'Ibanez Universe. In quel periodo Vai era fortemente interessato alla numerologia ed era particolarmente attratto dal numero 7. Vai fu attirato dallo strumento anche per la stessa ragione che interessava a tutti i chitarristi classici e jazz: l'estensione addizionale fornita dall'aggiunta della settima corda. Dopo sperimentazioni iniziali con un La alto, che però si dimostrò troppo fragile (George Lynch, stava sperimentando nello stesso periodo, indipendentemente, un La alto, ma decise di abbandonare questa opzione per problemi col sistema di pick-up); fu aggiunto un Si basso. Vai iniziò il suo tour con i Whitesnake con un prototipo di chitarra a sette corde e la usò estensivamente in quello che è considerato una delle pietre miliari del rock strumentale, Passion and Warfare.